# 男と女、モントーク岬で
『男と女、モントーク岬で』（おとことおんなモントークみさきで、Return to Montauk）は2017年のドイツ・フランス・アイルランドの恋愛映画。
監督はフォルカー・シュレンドルフ、出演はステラン・スカルスガルドとニーナ・ホスなど。
スイスの作家マックス・フリッシュの1975年の小説『マントーク』から着想を得た作品で、新作のプロモーションのためにニューヨークを訪れた人気作家がかつての恋人からの誘いで思い出の岬へ向かう旅の中で男と女のすれ違いが露わになっていくさまを描いている。
2017年2月に開催された第67回ベルリン国際映画祭で初上映された。

## ストーリー
北欧出身でベルリン在住の人気作家マックス・ゾーンは新作のプロモーションのために久しぶりにニューヨークを訪れる。
若い頃に学費を援助してくれたウォルターと再会したマックスは、かつての恋人レベッカがニューヨークで弁護士として働いていることを知り、彼女に会いにいく。
マックスに対してわだかまりのあったレベッカはそっけない態度を取るが、あとになって2人の思い出の場所であるモントーク岬に一緒に行こうと誘う。
思い出の地で2人は再び結ばれると、マックスは現在の事実上の妻であるクララと別れてレベッカとやり直そうと言う。
しかし、レベッカはかつてマックスと別れた後に深く愛し合った男性と死別した過去を語るとともに、マックスの夢見がちな生き方に魅力を感じつつも、それを今となってはそのまま受け入れることはできないと拒絶する。
クララのもとに戻ったマックスは、ニューヨークで働くクララの厳しい現状を初めて知り、愕然とする。
そんなマックスにクララはこれまで我慢してきた思いをぶつける。
クララはマックスの裏切りを許して受け入れると、マックスはベルリンへの帰途に着く。

## キャスト
- マックス・ゾーン: ステラン・スカルスガルド - 人気作家。ベルリン在住。
- レベッカ: ニーナ・ホス - マックスのかつての恋人のドイツ人女性。ニューヨークの弁護士。
- クララ: スザンネ・ウォルフ（ドイツ語版） - マックスの事実婚の妻。ニューヨーク在住。
- リンジー: イシ・ラボルド - マックスの広報担当。
- レイチェル: ブロナー・ギャラガー - レベッカの友人。
- ウォルター: ニエル・アレストリュプ - マックスのかつてのパトロン。美術品収集家。

## 製作
ニューヨークでの撮影は2016年の春に行われた。

## 作品の評価
Rotten Tomatoesによれば、12件の評論のうち、50%にあたる6件が高く評価しており、平均して10点満点中6.17点を得ている。